# Khí khổng

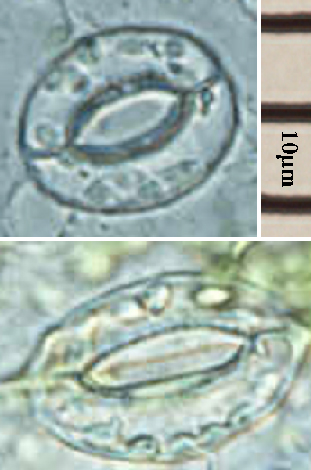
Khí khổng mở (trên) và đóng (dưới)

Khí khổng, đôi khi cũng được gọi là khí khẩu hay lỗ thở, là một loại tế bào quan trọng của thực vật (chỉ có ở thực vật trên cạn, không có ở thực vật thủy sinh). Khí khổng có ở rất nhiều loài thực vật, đặc biệt là những cây sống ở vùng có khí hậu, thời tiết thuận lợi như ở vùng nhiệt đới.

## Nơi tồn tại
Khí khổng tập trung chủ yếu qua lá. Trong đó, mặt trên của lá tập trung ít khí khổng hơn so với mặt dưới. Sở dĩ phải có cấu tạo như vậy là bởi vì mặt trên của lá tiếp xúc với ánh sáng Mặt Trời nhiều hơn. Nếu mặt trên có nhiều khí khổng thì mặt trên sẽ thoát hơi nước nhanh hơn rất nhiều so với mặt dưới. Khi đó, lá sẽ mất nhiều nước hơn và nhanh khô héo rồi chết. Khí khổng được bố trí xen kẽ trên màng cutin.
Riêng một số cây có lá mọc đứng (như cây ngô...) thì số lượng khí khổng ở mặt lá dưới sẽ không nhiều hơn ở mặt lá trên.

## Cấu tạo
Khí khổng là các tế bào có hình hạt đậu. Chúng gồm có 2 thành: thành mỏng và thành dày. Thành mỏng ở bên ngoài, còn thành dày nằm ở bên trong. Chính thành dày hình thành một cái lỗ ở giữa không bao giờ đóng hoàn toàn.

## Hoạt động

### Thoát hơinước
Khi no nước, thành mỏng của khí khổng căng ra khiến thành trong cũng phải cong theo, mở lỗ ở giữa. Còn ngược lại, khi mất nước, thành mỏng hết căng và thành dày duỗi thẳng, đóng lỗ giữa (tuy nhiên khí khổng không bao giờ đóng hoàn toàn). Cơ chế thoát hơi nước qua át hơi nước càng nhanh. Khi cây được chiếu sáng, khí khổng mở: độ mở của khí khổng tăng từ sáng đến trưa và nhỏ nhất lúc chiều tối. Ban đêm khí khổng vẫn hé mở.

### Trao đổi khí
Trong quá trình thoát hơi nước, khí khổng mở, tạo điều kiện cho khuếch tán vào bên trong lá, cung cấp nguyên liệu cho quá trình quang hợp 

## Vai trò
Với những hoạt động nói trên, khí khổng có vai trò quan trọng đối với thực vật. Thoát hơi nước có 3 tác dụng chính. Một là, giúp vận chuyển nước và khoáng chất từ rễ lên khắp các cơ quan một cách dễ dàng, từ đó tạo liên kết giữa các bộ phận của cây và tạo độ cứng cho cây thân thảo. Hai là, tạo điều kiện để khí cacbonic khuếch tán vào lá, bắt đầu quá trình quang hợp. Ba là, hạ nhiệt cho cây. Trong khi đó, khí khổng lại đảm nhận vai trò lớn trong việc thoát hơi nước. Thế nên, khí khổng có vai trò không hề nhỏ đối với giới thực vật. Tuy nhiên, đây cũng là đường gây bệnh cho cây.

## Sự điều tiết đóng mở khí khổng
Khi cây chuyển từ ban đêm sang ban ngày hoặc từ trong bóng tối ra ngoài ánh sáng, trong tế bào hình hạt đậu xảy ra quá trình phân giải tinh bột thành đường, làm tăng hoạt tính thẩm thấu, tăng sự hút nước. Còn khi cây chuyển từ ngoài ánh sáng vào trong bóng tối thì xảy ra quá trình ngược lại, làm giảm sự hút nước của tế bào hình hạt đậu.
Trong điều kiện khô hạn, hoặc đất bị nhiễm mặn thì tế bào bảo vệ tăng cường tích lũy abscisic (AAB), chất này ức chế enzyme amylase làm ức chế quá trình phân giải tinh bột thành đường, giảm sự hút nước của tế bào.
Trong điều kiện mưa kéo dài, tế bào biểu bì no nước ép vào tế bào bảo vệ làm cho khí khổng đóng lại một cách bị động, khi tế bào biểu bì mất nước không còn ép vào tế bào bảo vệ nước thì khí khổng mở ra.
Ion K+ làm tăng lượng nước trong tế bào khí khổng, tăng độ mở của khí khổng dẫn đến thoát hơi nước.

## Những thí nghiệm liên quan
Năm 1859, một nhà khoa học có tên là Gareau đã thiết kế một thiết bị đo lượng thoát hơi nước. Ông đã phát hiện ra rằng, mặt trên của lá thoát ít hơi nước hơn so với mặt dưới. (lượng khí khổng ở mặt trên của lá luôn ít hơn mặt dưới lá)